# 山东服装职业学院
山东服装职业学院位于山东省泰安市，为一所公办服装高等职业院校，也是山东省惟一一所全日制普通服装高等院校。

## 学校标志

### 校徽
山东服装职业学院的校徽中央为三个服装模特，与周围的图案组成“山”型。

## 著名事件

### 为爱冲锋的勇士
2022年11月10日发生在山东服装职业学院的一起感情纠纷事件，这个为爱冲锋的勇士，发现自己的妻子（王佳某），在学校和同学搞对象已经有10个月了(妻子专升本中)。因为赚的钱都交给妻子当生活费学费等花销，只留200元自用，所以连路费都凑不出来，硬是骑了3天自行车，从青岛到泰安讨要说法。因为一些原因没办法进校园，采用了极端方式直接翻墙，被保安追逐，鞋子掉了直接不要狂奔而去。